# Jauzé
Jauzé település Franciaországban, Sarthe megyében. Lakosainak száma 80 fő (2022. január 1.). Jauzé Courcival, Terrehault, Briosne-lès-Sables és Saint-Aignan községekkel határos.

## Népesség
A település népességének változása:
| Lakosok száma | 88   | 86   | 84   | 83   | 82   | 81   | 81   | 80   |
|               | 2013 | 2015 | 2017 | 2018 | 2019 | 2020 | 2021 | 2022 |